# Liszó
Liszó (horvátul: Lisov) község Zala vármegyében, a Nagykanizsai járásban, a Zalai-dombságban, a Zalaapáti-hát területén.

## Fekvése
Nagykanizsától délre található, Miklósfa majd Móriczhely után a 6804-es útból kelet felé leágazó 68 152-es számú bekötőúton közelíthető meg.

## Története
A települést először 1296-ból említi ismert okleveles forrás, mint lakatlan területet, Terra Lyzou (Lizó) névvel. A középkori falu a török időben elpusztult.
A településre vonatkozó név 1342-ben tűnik fel az Anjou-korban. A falu már ekkor létezett, a Lizói Péter fiai és rokonuk, Lizói Demeter birtokperéről szóló végzés ismert. Rendezett községhatárról beszél a forrás. A Hunyadiak korában is létezett a község, valószínűleg folytonosság volt jellemző a településre. Az 1405-1481 -es években Liszó a Kanizsai családé. A hódoltság idején előbb Both János, 1536-ban, majd Both György volt a település földesura 1550-ben.
A mai Liszót Vas vármegyei vendek alapították, akik evangélikusok voltak és 1718-ban kerestek és kaptak menedéket gróf Draskovicsné Nádasdy Mária Magdolnától a szabadabb vallásgyakorlat reményében. 1767-ben báró Inkey Boldizsár nevéhez fűződik a horvátok betelepítése. Egy 19. század eleji postalexikon Lisza néven említi a települést és egyértelműen horvát nemzetiségűnek tartja. Az 1848-1849-es szabadságharc alatt a falu már teljesen magyarnak vallja magát és Jellasich horvát bán közelben elvonuló serege miatt őröket állít, a nép pedig az erdőkbe menekül. Közismert, hogy az 1848-as áprilisi törvények megszüntették a jobbágyság intézményét és elkezdődtek az ún. “elkülönülési perek”. Még a 19-20. század fordulóján is pereskedtek Inkey Lajos báróval a jobbágytelekhez járó rét-, legelő- és erdőterületekért.
A faluban két templomot építettek: először az evangélikus vallásúak 1867-ben. A katolikus templom 10 év múlva készült el.
Lakóinak száma 1935-ben 826 fő. A második világháború után a lakosság száma ennek kevesebb, mint a felére fogyott.

## Közélete

### Polgármesterei
- 1990–1994: Sági József (független)[7]
- 1994–1998: Berke József (független)[8]
- 1999–2002: Godena József (független)[9]
- 2002–2006: Godena József (független)[10]
- 2006–2010: Novák Csaba (független)[11]
- 2010–2014: Novák Csaba (független)[12]
- 2014–2019: Novák Csaba (független)[13]
- 2019–2024: Novák Csaba (független)[14]
- 2024– : Novák Csaba (független)[1]

A településen az 1998. október 18-án megtartott önkormányzati választás keretében nem lehetett polgármester-választást tartani, mert a posztra egyetlen ember sem jelöltette magát. Az emiatt szükségessé vált időközi választást 1999. május 12-én tartották meg, négy polgármesterjelölt részvételével.

## Népesség
A település népességének változása:
| Lakosok száma | 369  | 390  | 397  | 348  | 361  | 363  | 348  |
|               | 2013 | 2014 | 2015 | 2021 | 2022 | 2023 | 2024 |

A 2011-es népszámlálás idején a nemzetiségi megoszlás a következő volt: magyar 97,2%, cigány 1,11%, horvát 0,8%. A lakosok 65,6%-a római katolikusnak, 1,3% reformátusnak, 15,2% evangélikusnak, 3,4% felekezeten kívülinek vallotta magát (13,4% nem nyilatkozott).
2022-ben a lakosság 87,3%-a vallotta magát magyarnak, 1,1% németnek, 0,6% cigánynak, 1,9% egyéb, nem hazai nemzetiségűnek (11,6% nem nyilatkozott; a kettős identitások miatt a végösszeg nagyobb lehet 100%-nál). Vallásuk szerint 46% volt római katolikus, 12,2% evangélikus, 1,7% református, 0,3% görög katolikus, 3,6% egyéb katolikus, 5% felekezeten kívüli (31,3% nem válaszolt).

## Híres emberek
- Szmodis István író itt született 1758-ban.[18]